# Wonderful World (新谷良子のアルバム)
『Wonderful World』（ワンダフル・ワールド）は、新谷良子の4枚目のフルアルバムである。2007年12月19日にLantisから発売された。

## 収録曲
1. Wonderful World
作詞・作曲・編曲：R・O・N
2. サティスファクション
作詞：KENTA & りょーこ、作曲・編曲：高橋浩一郎
3. YU・ME・MI
作詞：こだまさおり、作曲・編曲：宅見将典
4. Bandwagon
作詞：R・O・N、作曲・編曲：川島弘光
5. チェックメイト
作詞・作曲・編曲：R・O・N
6. sentido cervato (Instrumental)
作曲・編曲：R・O・N & 太田貴史
7. ルーフトップ
作詞：ゆうまお、作曲・編曲：渡辺拓也
8. snow drop
作詞：しんたにりょーこ、作曲・編曲：菊谷知樹
9. Too Fat To Play (Instrumental)
作曲・編曲：太田貴史
10. ロストシンフォニー
作詞・作曲・編曲：R・O・N
11. ハリケーンミキサー
作詞・作曲・編曲：R・O・N
12. Be Free (as a shootingstar)
作詞・作曲・編曲：R・O・N
13. encore
作詞：こだまさおり、作曲・編曲：宅見将典